# Jody Scheckter
Jody David Scheckter (East London 29. siječnja 1950.) je južnoafrički vozač automobilističkih utrka, svjetski prvak u Formuli 1 1979.
godine, za tim Ferrari.